# جيم إيلدر
جيم إيلدر (بالإنجليزية: Jim Elder)‏ هو سياسي أسترالي، ولد في 14 ديسمبر 1950 في ملبورن في أستراليا. حزبياً، نشط في حزب العمال الأسترالي. وقد انتخب Deputy Premier of Queensland ‏ وانتخب عضو المجلس التشريعي ولاية كوينزلاند.